# Kenny Chesney

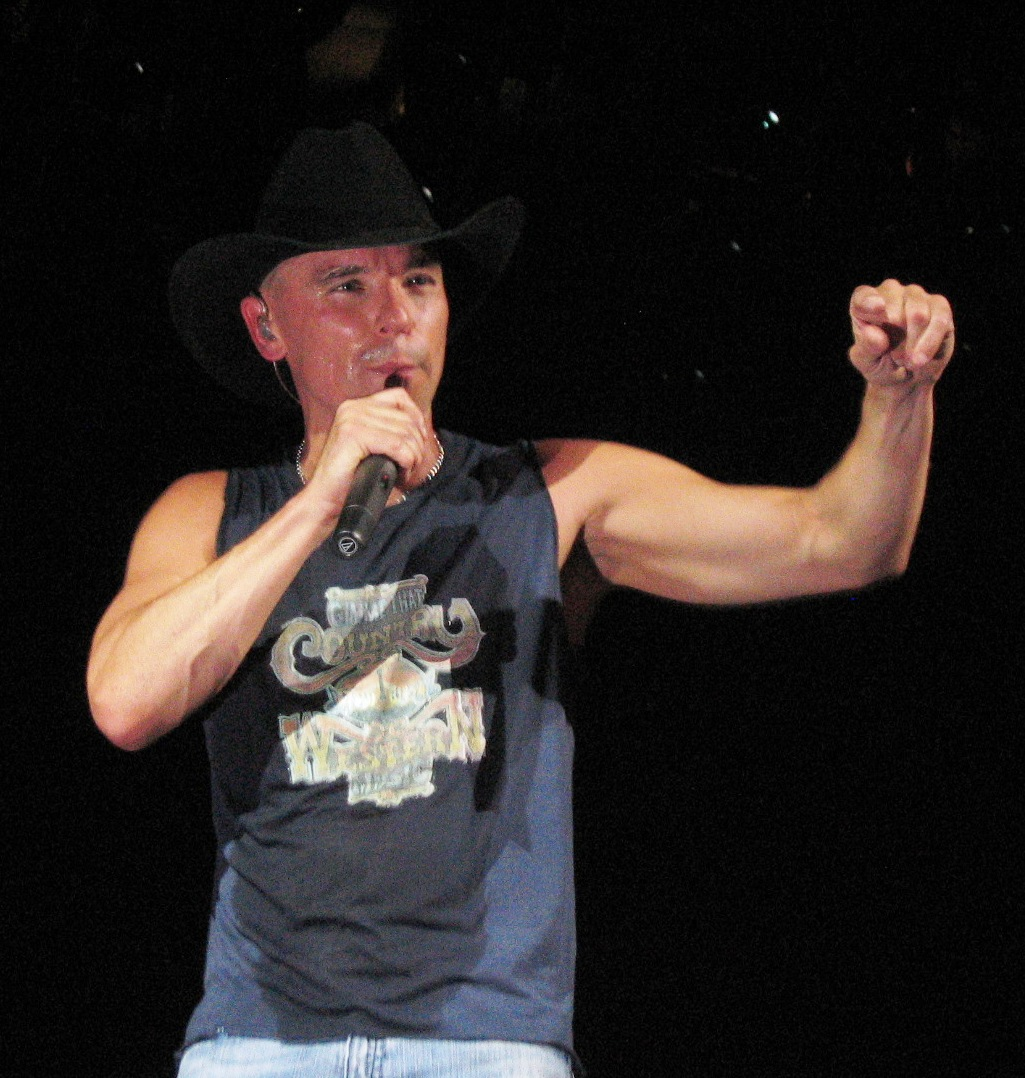
Kenny Chesney (2007)

Kenneth Arnold „Kenny“ Chesney (* 26. März 1968 in Knoxville, Tennessee) ist ein US-amerikanischer Country-Sänger und Songwriter, der mehr als 30 Top-Ten-Singles in den Billboard Country-Charts hatte.

## Karriere
Chesney wuchs in Tennessee auf. Erst während seiner Collegezeit kam er zur Musik, er lernte Gitarre spielen und spielte in der Bluegrass-Band seiner Schule. Schließlich begann er eigene Lieder zu schreiben und trat an jedem freien Abend in Clubs und Lokalen auf. Nach seinem Abschluss in Marketing an der East Tennessee State University ging er 1991 in die Country-Hauptstadt Nashville.
Dort engagierte er sich einige Zeit in einem Honky Tonk. Später unterschrieb er einen Vertrag als Songschreiber bei einem Label und kurz darauf auch seinen ersten eigenen Plattenvertrag. Ende 1993 erschien sein Debütalbum In My Wildest Dreams. Auch wenn sein Label kurz darauf aus der Countrymusik ausstieg, verschaffte es ihm genug Aufmerksamkeit, um bei einem Major Label unterzukommen. Bereits das folgende Album All I Need to Know brachte ihm den Einstieg in die Countryszene.
Der erste große Hit Chesneys war Fall in Love, der im Frühling 1995 die Top 10 erreichte. Auch der Titelsong des Albums zog in die Top 10 ein, doch die darauffolgenden Singles erreichten nicht mehr die Top 20.
Im Herbst 1996 landete er seinen bis dahin größten Hit Me and You, mit dem er in die Top 5 einzog, und er kehrte Anfang 1997 mit When I Close My Eyes zurück. Im August 1997 stürmte er mit She’s Got it All die Charts und hielt sich drei Wochen lang an der Spitze der Billboard Hot Country Songs.
Weitere seiner anschließenden Nummer-1-Hits waren: How Forever Feels (sechs Wochen auf Platz 1 im Frühling 1999), The Good Stuff (im Sommer 2002 sieben Wochen auf Platz 1), There Goes My Life (Anfang 2004 ebenfalls sieben Wochen an der Spitze) und When the Sun Goes Down (ein Duett mit Uncle Kracker, im Frühling 2004 fünf Wochen auf dem ersten Platz).
Neben den ersten Plätzen erreichte Chesney einige Zweitplatzierungen mit That’s Why I’m Here (Sommer 1998), Young (Frühling 2002), Big Star (Frühling 2003), No Shoes, No Shirt, No Problem (Spätsommer 2003) und The Woman with You (Herbst 2004).
2004 erhielt Chesney erstmals den Entertainer-of-the-Year-Preis der CMA verliehen. Im Januar 2005 veröffentlichte Chesney das Album Be as You Are: Songs From an Old Blue Chair.

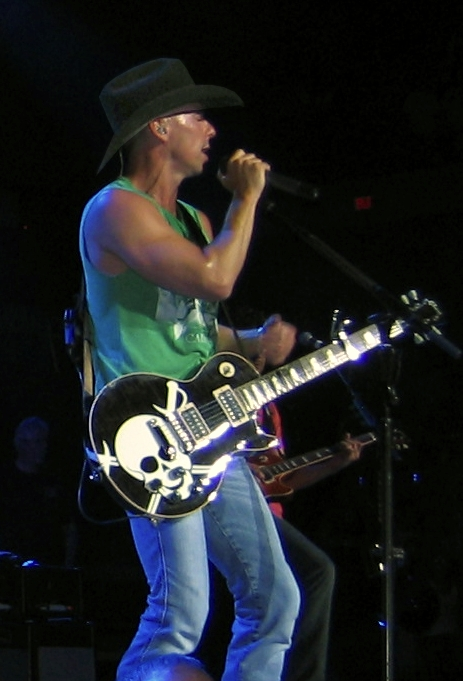
Kenny Chesney (2007)

Im September 2007 erschien Chesneys Album Just Who I Am: Poets & Pirates. Die daraus vorab veröffentlichte Single Don’t Blink war für Chesney der 13. Nummer-1-Hit in den US-amerikanischen Country-Charts.
Im Mai 2008 wurde Chesney von der Academy of Country Music Awards zum vierten Mal in Folge der Publikumspreis „Entertainer of the Year“ verliehen. Im November desselben Jahres erhielt er dann von der CMA das dritte Mal in Folge den Preis für Entertainer des Jahres.
2009 erschien sein zweites Greatest-Hits-Album, das sein neuntes Nummer-1-Album in den Countrycharts war. Mit der Singleauskopplung Out Last Night erreichte er mit Platz 16 seine bis dahin beste Platzierung in den Hot 100. Gleichzeitig war es seine zehnte Gold-Single. Mit der Vorabveröffentlichung The Boys of Fall zu seinem nächsten Studioalbum Hemingway’s Whiskey erreichte er im Oktober 2010 zum 17. Mal Platz 1 der Country-Charts.
Nach einer Auswertung des Billboard Magazines der finanziell erfolgreichsten Musik-Künstler auf dem US-amerikanischen Markt (CD-Verkäufe, Downloads, Rundfunk-Tantiemen, Konzerte, nicht aber Werbeverträge, Merchandising etc.) lag Kenny Chesney mit knapp 30 Millionen US-Dollar Netto-Gewinn im Jahr 2011 auf Platz 3.

## Privatleben
Am 9. Mai 2005 heiratete Chesney die Schauspielerin Renée Zellweger. Chesney schrieb, basierend auf einem Zitat aus dem Film Jerry Maguire, den Song You Had Me from Hello für sie. Bereits vier Monate später, am 16. September 2005, gab Zellweger die Trennung bekannt und plädierte auf Eheannullierung wegen Betrugs. Am 22. Dezember 2005 wurde die Ehe offiziell annulliert.

## Diskografie

### Studioalben
| Jahr | Titel                                        | Höchstplatzierung, Gesamtwochen, AuszeichnungChartplatzierungen (Jahr, Titel, Platzierungen, Wochen, Auszeichnungen, Anmerkungen) | Höchstplatzierung, Gesamtwochen, AuszeichnungChartplatzierungen (Jahr, Titel, Platzierungen, Wochen, Auszeichnungen, Anmerkungen) | Höchstplatzierung, Gesamtwochen, AuszeichnungChartplatzierungen (Jahr, Titel, Platzierungen, Wochen, Auszeichnungen, Anmerkungen) | Anmerkungen                              |
| Jahr | Titel                                        | CH | US | Country | Anmerkungen                              |
| ---- | -------------------------------------------- | --- | --- | --- | ---------------------------------------- |
| 1994 | In My Wildest Dreams                         | — | — | — | Erstveröffentlichung: 19. April 1994     |
| 1995 | All I Need to Know                           | — | US— GoldUS | Country39 (30 Wo.)Country | Erstveröffentlichung: 13. Juni 1995      |
| 1996 | Me & You                                     | — | US78 Platin · (30 Wo.)US | Country9 (78 Wo.)Country | Erstveröffentlichung: 4. Juni 1996       |
| 1997 | I Will Stand                                 | — | US95 Platin · (34 Wo.)US | Country10 (103 Wo.)Country | Erstveröffentlichung: 15. Juli 1997      |
| 1999 | Everywhere We Go                             | — | US51 ×2Doppelplatin · (82 Wo.)US                                                                                                  | Country5 (104 Wo.)Country | Erstveröffentlichung: 2. März 1999       |
| 2002 | No Shoes, No Shirt, No Problems              | — | US1 ×5Fünffachplatin · (104 Wo.)US                                                                                                | Country1 (104 Wo.)Country | Erstveröffentlichung: 23. April 2002     |
| 2003 | All I Want for Christmas Is a Real Good Tan  | — | US42 Platin · (12 Wo.)US | Country4 (13 Wo.)Country | Erstveröffentlichung: 7. Oktober 2003    |
| 2004 | When the Sun Goes Down                       | — | US1 ×5Fünffachplatin · (94 Wo.)US                                                                                                 | Country1 (104 Wo.)Country | Erstveröffentlichung: 3. Februar 2004    |
| 2005 | Be as You Are (Songs from an Old Blue Chair) | — | US1 Platin · (27 Wo.)US | Country1 (73 Wo.)Country | Erstveröffentlichung: 25. Januar 2005    |
| 2005 | The Road and the Radio                       | — | US1 ×4Vierfachplatin · (98 Wo.)US                                                                                                 | Country1 (104 Wo.)Country | Erstveröffentlichung: 8. November 2005   |
| 2007 | Just Who I Am: Poets & Pirates               | — | US3 ×2Doppelplatin · (61 Wo.)US                                                                                                   | Country1 (78 Wo.)Country | Erstveröffentlichung: 11. September 2007 |
| 2008 | Lucky Old Sun                                | — | US1 Platin · (38 Wo.)US | Country1 (78 Wo.)Country | Erstveröffentlichung: 14. Oktober 2008   |
| 2010 | Hemingway’s Whiskey                          | — | US1 ×2Doppelplatin · (69 Wo.)US                                                                                                   | Country1 (78 Wo.)Country | Erstveröffentlichung: 28. September 2010 |
| 2012 | Welcome to the Fishbowl                      | — | US2 Platin · (33 Wo.)US | Country1 (65 Wo.)Country | Erstveröffentlichung: 19. Juni 2012      |
| 2013 | Life on a Rock                               | — | US1 Gold · (22 Wo.)US | Country1 (36 Wo.)Country | Erstveröffentlichung: 30. April 2013     |
| 2014 | The Big Revival                              | — | US2 Platin · (58 Wo.)US | Country1 (67 Wo.)Country | Erstveröffentlichung: 23. September 2014 |
| 2016 | Cosmic Hallelujah                            | — | US2 Gold · (18 Wo.)US | Country1 (43 Wo.)Country | Erstveröffentlichung: 28. Oktober 2016   |
| 2018 | Songs for the Saints                         | CH91 (1 Wo.)CH | US2 Gold · (10 Wo.)US | Country1 (25 Wo.)Country | Erstveröffentlichung: 27. Juli 2018      |
| 2020 | Here and Now                                 | CH49 (1 Wo.)CH | US1 Gold · (11 Wo.)US | Country1 (17 Wo.)Country | Erstveröffentlichung: 1. Mai 2020        |
| 2024 | Born                                         | — | US20 (… Wo.)US | Country5 (4 Wo.)Country | Erstveröffentlichung: 22. März 2024      |

### Kompilationen
| Jahr | Titel                                      | Höchstplatzierung, Gesamtwochen, AuszeichnungChartplatzierungen (Jahr, Titel, Platzierungen, Wochen, Auszeichnungen, Anmerkungen) | Höchstplatzierung, Gesamtwochen, AuszeichnungChartplatzierungen (Jahr, Titel, Platzierungen, Wochen, Auszeichnungen, Anmerkungen) | Anmerkungen                              |
| Jahr | Titel                                      | US | Country | Anmerkungen                              |
| ---- | ------------------------------------------ | --- | --- | ---------------------------------------- |
| 2000 | Greatest Hits                              | US13 ×5Fünffachplatin · (105 Wo.)US                                                                                               | Country1 (104 Wo.)Country | Erstveröffentlichung: 26. September 2000 |
| 2006 | Kenny Chesney Live: Live Those Songs Again | US4 Gold · (17 Wo.)US | Country1 (67 Wo.)Country | Erstveröffentlichung: 19. September 2006 |
| 2008 | Super Hits                                 | — | Country52 (31 Wo.)Country | Erstveröffentlichung: 15. November 2008  |
| 2009 | Greatest Hits II                           | US3 Platin · (119 Wo.)US | Country1 (164 Wo.)Country | Erstveröffentlichung: 19. Mai 2009       |
| 2017 | Live in No Shoes Nation                    | US1 Platin · (24 Wo.)US | Country1 (31 Wo.)Country | Erstveröffentlichung: 27. Oktober 2017   |

### Singles
| Jahr | Titel Album                                                            | Höchstplatzierung, Gesamtwochen, AuszeichnungChartplatzierungen (Jahr, Titel, Album, Platzierungen, Wochen, Auszeichnungen, Anmerkungen) | Höchstplatzierung, Gesamtwochen, AuszeichnungChartplatzierungen (Jahr, Titel, Album, Platzierungen, Wochen, Auszeichnungen, Anmerkungen) | Anmerkungen                                                                                                 |
| Jahr | Titel Album                                                            | US | Country | Anmerkungen                                                                                                 |
| --- | ---------------------------------------------------------------------- | --- | --- | --- |
| 1993 | Whatever It Takes In My Wildest Dreams                                 | — | Country59 (8 Wo.)Country | Erstveröffentlichung: 18. Dezember 1993                                                                     |
| 1995 | Fall in Love All I Need to Know                                        | — | Country6 (20 Wo.)Country | Erstveröffentlichung: 13. März 1995                                                                         |
| 1995 | All I Need to Know                                                     | — | Country8 (20 Wo.)Country | Erstveröffentlichung: 18. Juli 1995                                                                         |
| 1995 | Grandpa Told Me So All I Need to Know                                  | — | Country23 (20 Wo.)Country | Erstveröffentlichung: 6. November 1995                                                                      |
| 1996 | Back in My Arms Again Me & You                                         | — | Country41 (16 Wo.)Country | Erstveröffentlichung: 7. April 1996                                                                         |
| 1996 | Me and You Me & You                                                    | US— PlatinUS | Country2 (20 Wo.)Country | Erstveröffentlichung: 22. Juli 1996                                                                         |
| 1996 | When I Close My Eyes Me & You                                          | — | Country2 (21 Wo.)Country | Erstveröffentlichung: 16. Dezember 1996                                                                     |
| 1997 | She’s Got It All I Will Stand                                          | US— PlatinUS | Country1 (20 Wo.)Country | Erstveröffentlichung: 17. Mai 1997                                                                          |
| 1997 | A Chance I Will Stand                                                  | — | Country11 (22 Wo.)Country | Erstveröffentlichung: 14. September 1997                                                                    |
| 1998 | That’s Why I’m Here I Will Stand                                       | US79 (7 Wo.)US | Country2 (25 Wo.)Country | Erstveröffentlichung: 1. März 1998                                                                          |
| 1998 | I Will Stand                                                           | — | Country27 (20 Wo.)Country | Erstveröffentlichung: 25. August 1998                                                                       |
| 1998 | Touchdown Tennessee –                                                  | — | Country64 (6 Wo.)Country | Erstveröffentlichung:                                                                                       |
| 1998 | How Forever Feels Everywhere We Go                                     | US27 Platin · (21 Wo.)US | Country1 (37 Wo.)Country | Erstveröffentlichung: 7. Dezember 1998                                                                      |
| 1999 | Team of Destiny –                                                      | — | Country72 (1 Wo.)Country | |
| 1999 | You Had Me from Hello Everywhere We Go                                 | US34 Platin + Gold (Mastertone) · (20 Wo.)US                                                                                             | Country1 (32 Wo.)Country | Erstveröffentlichung: 19. April 1999                                                                        |
| 1999 | She Thinks My Tractor’s Sexy Everywhere We Go                          | US74 ×2Doppelplatin + Gold (Mastertone) · (12 Wo.)US                                                                                     | Country11 (21 Wo.)Country | Erstveröffentlichung: 4. Oktober 1999                                                                       |
| 2000 | What I Need to Do Everywhere We Go                                     | US56 (17 Wo.)US | Country8 (25 Wo.)Country | Erstveröffentlichung: 31. Januar 1999                                                                       |
| 2000 | I Lost It Greatest Hits                                                | US34 Gold · (20 Wo.)US | Country3 (25 Wo.)Country | Erstveröffentlichung: 14. August 2000                                                                       |
| 2001 | Don’t Happen Twice Greatest Hits                                       | US26 Gold · (20 Wo.)US | Country1 (30 Wo.)Country | Erstveröffentlichung: 19. Januar 2001                                                                       |
| 2001 | The Tin Man Greatest Hits                                              | — | Country19 (26 Wo.)Country | Erstveröffentlichung: 23. Juli 2001 Neuaufnahme                                                             |
| 2001 | Young No Shoes, No Shirt, No Problems                                  | US35 Platin · (20 Wo.)US | Country2 (25 Wo.)Country | Erstveröffentlichung: 31. Dezember 2001                                                                     |
| 2002 | The Good Stuff No Shoes, No Shirt, No Problems                         | US22 ×2Doppelplatin · (20 Wo.)US | Country1 (31 Wo.)Country | Erstveröffentlichung: 6. Mai 2002                                                                           |
| 2002 | A Lot of Things Different No Shoes, No Shirt, No Problems              | US55 (15 Wo.)US | Country6 (25 Wo.)Country | Erstveröffentlichung: 2. September 2002                                                                     |
| 2003 | Big Star No Shoes, No Shirt, No Problems                               | US28 (20 Wo.)US | Country2 (23 Wo.)Country | Erstveröffentlichung: 20. Januar 2003                                                                       |
| 2003 | No Shoes, No Shirt, No Problems                                        | US28 ×2Doppelplatin · (20 Wo.)US | Country2 (23 Wo.)Country | Erstveröffentlichung: 26. Mai 2003                                                                          |
| 2003 | There Goes My Life When the Sun Goes Down                              | US29 ×2Doppelplatin · (20 Wo.)US | Country1 (20 Wo.)Country | Erstveröffentlichung: 20. Oktober 2003                                                                      |
| 2004 | When the Sun Goes Down                                                 | US26 ×3Dreifachplatin · (20 Wo.)US | Country1 (22 Wo.)Country | Erstveröffentlichung: 2. Februar 2004 mit Uncle Kracker                                                     |
| 2004 | I Go Back When the Sun Goes Down                                       | US32 ×2Doppelplatin · (20 Wo.)US | Country2 (22 Wo.)Country | Erstveröffentlichung: 3. Mai 2004                                                                           |
| 2004 | Hey Good Lookin’ –                                                     | US63 (11 Wo.)US | Country8 (20 Wo.)Country | Erstveröffentlichung: 17. Mai 2004 mit Jimmy Buffett, Clint Black, Alan Jackson, Toby Keith & George Strait |
| 2004 | The Woman with You When the Sun Goes Down                              | US33 (17 Wo.)US | Country2 (21 Wo.)Country | Erstveröffentlichung: 31. August 2004                                                                       |
| 2005 | Anything But Mine When the Sun Goes Down                               | US48 Platin · (20 Wo.)US | Country1 (24 Wo.)Country | Erstveröffentlichung: 3. Januar 2005                                                                        |
| 2005 | Keg in the Closet When the Sun Goes Down                               | US64 (10 Wo.)US | Country6 (20 Wo.)Country | Erstveröffentlichung: 9. Mai 2005                                                                           |
| 2005 | Who You’d Be Today The Road and the Radio                              | US37 Gold · (17 Wo.)US | Country2 (20 Wo.)Country | Erstveröffentlichung: 12. September 2005                                                                    |
| 2006 | Living in Fast Forward The Road and the Radio                          | US48 Gold · (17 Wo.)US | Country1 (24 Wo.)Country | Erstveröffentlichung: 9. Januar 2006                                                                        |
| 2006 | Summertime The Road and the Radio                                      | US34 ×3Dreifachplatin + Gold (Mastertone) · (20 Wo.)US                                                                                   | Country1 (23 Wo.)Country | Erstveröffentlichung: 11. April 2006                                                                        |
| 2006 | You Save Me The Road and the Radio                                     | US41 Platin · (20 Wo.)US | Country3 (20 Wo.)Country | Erstveröffentlichung: 14. August 2006                                                                       |
| 2007 | Beer in Mexico The Road and the Radio                                  | US61 Platin · (17 Wo.)US | Country1 (20 Wo.)Country | Erstveröffentlichung: 8. Januar 2007                                                                        |
| 2007 | Never Wanted Nothing More Just Who I Am: Poets & Pirates               | US22 Platin · (20 Wo.)US | Country1 (20 Wo.)Country | Erstveröffentlichung: 12. Juni 2007                                                                         |
| 2007 | Don’t Blink Just Who I Am: Poets & Pirates                             | US29 ×3Dreifachplatin · (20 Wo.)US | Country1 (20 Wo.)Country | Erstveröffentlichung: 10. September 2007                                                                    |
| 2007 | Shiftwork Just Who I Am: Poets & Pirates                               | US47 Gold · (16 Wo.)US | Country2 (22 Wo.)Country | Erstveröffentlichung: 10. Dezember 2007 mit George Strait                                                   |
| 2008 | Better as a Memory Just Who I Am: Poets & Pirates                      | US46 Gold · (17 Wo.)US | Country1 (20 Wo.)Country | Erstveröffentlichung: 31. März 2008                                                                         |
| 2008 | Everybody Wants to Go to Heaven Lucky Old Sun                          | US41 Gold · (20 Wo.)US | Country1 (16 Wo.)Country | Erstveröffentlichung: 11. August 2008 mit den Wailers                                                       |
| 2008 | Down the Road Lucky Old Sun                                            | US47 Gold · (18 Wo.)US | Country1 (20 Wo.)Country | Erstveröffentlichung: 10. November 2008 mit Mac McAnally                                                    |
| 2009 | Out Last Night Greatest Hits II                                        | US16 Platin · (20 Wo.)US | Country1 (15 Wo.)Country | Erstveröffentlichung: 6. April 2009                                                                         |
| 2010 | Ain’t Back Yet Greatest Hits II                                        | US50 (13 Wo.)US | Country3 (15 Wo.)Country | Erstveröffentlichung: 22. Februar 2010                                                                      |
| 2010 | The Boys of Fall Hemingway’s Whiskey                                   | US18 ×2Doppelplatin · (18 Wo.)US | Country1 (14 Wo.)Country | Erstveröffentlichung: 12. Juli 2010                                                                         |
| 2010 | Somewhere with You Hemingway’s Whiskey                                 | US31 ×3Dreifachplatin · (20 Wo.)US | Country1 (18 Wo.)Country | Erstveröffentlichung: 8. November 2010                                                                      |
| 2011 | Live a Little Hemingway’s Whiskey                                      | US61 Gold · (12 Wo.)US | Country1 (15 Wo.)Country | Erstveröffentlichung: 14. März 2011                                                                         |
| 2011 | You and Tequila Hemingway’s Whiskey                                    | US33 ×4Vierfachplatin · (20 Wo.)US | Country3 (22 Wo.)Country | Erstveröffentlichung: 31. Mai 2011 mit Grace Potter                                                         |
| 2011 | Reality Hemingway’s Whiskey                                            | US62 (20 Wo.)US | Country1 (24 Wo.)Country | Erstveröffentlichung: 3. Oktober 2011                                                                       |
| 2012 | Feel Like a Rock Star Welcome to the Fishbowl                          | US40 Gold · (7 Wo.)US | Country11 (8 Wo.)Country | Erstveröffentlichung: 2. April 2012 mit Tim McGraw                                                          |
| 2012 | Come Over Welcome to the Fishbowl                                      | US23 ×3Dreifachplatin · (20 Wo.)US | Country1 (14 Wo.)Country | Erstveröffentlichung: 14. Mai 2012                                                                          |
| 2012 | El Cerrito Place Welcome to the Fishbowl                               | US72 Gold · (13 Wo.)US | Country17 (20 Wo.)Country | Erstveröffentlichung: 10. September 2012                                                                    |
| 2013 | Pirate Flag Life on a Rock                                             | US46 Platin · (18 Wo.)US | Country7 (20 Wo.)Country | Erstveröffentlichung: 4. Februar 2013                                                                       |
| 2013 | When I See This Bar Life on a Rock                                     | US84 (7 Wo.)US | Country25 (15 Wo.)Country | Erstveröffentlichung: 10. Juni 2013                                                                         |
| 2014 | American Kids The Big Revival                                          | US23 ×5Fünffachplatin · (20 Wo.)US | Country2 (25 Wo.)Country | Erstveröffentlichung: 20. Juni 2014                                                                         |
| 2014 | Til It’s Gone The Big Revival                                          | US60 Gold · (14 Wo.)US | Country8 (20 Wo.)Country | Erstveröffentlichung: 13. Oktober 2014                                                                      |
| 2015 | Wild Child The Big Revival                                             | US56 Gold · (15 Wo.)US | Country9 (20 Wo.)Country | Erstveröffentlichung: 2. Februar 2015 mit Grace Potter                                                      |
| 2015 | Save It for a Rainy Day The Big Revival                                | US54 Platin · (17 Wo.)US | Country4 (25 Wo.)Country | Erstveröffentlichung: 29. Juni 2015                                                                         |
| 2016 | Noise Cosmic Hallelujah                                                | US72 Gold · (14 Wo.)US | Country14 (20 Wo.)Country | Erstveröffentlichung: 24. März 2016                                                                         |
| 2016 | Setting the World on Fire Cosmic Hallelujah                            | US29 ×2Doppelplatin · (20 Wo.)US | Country1 (26 Wo.)Country | Erstveröffentlichung: 28. Juli 2016 mit P!nk                                                                |
| 2017 | Bar at the End of the World Cosmic Hallelujah                          | US92 Gold · (1 Wo.)US | Country17 (19 Wo.)Country | Erstveröffentlichung: 2. Januar 2017                                                                        |
| 2017 | All the Pretty Girls Cosmic Hallelujah                                 | US63 ×2Doppelplatin · (14 Wo.)US | Country7 (22 Wo.)Country | Erstveröffentlichung: 5. Juni 2017                                                                          |
| 2017 | Everything’s Gonna Be Alright No Zip Code                              | US66 Platin · (13 Wo.)US | Country9 (29 Wo.)Country | Erstveröffentlichung: 6. November 2017 mit David Lee Murphy                                                 |
| 2018 | Get Along Songs for the Saints                                         | US22 ×3Dreifachplatin · (21 Wo.)US | Country2 (26 Wo.)Country | Erstveröffentlichung: 6. April 2018                                                                         |
| 2018 | Better Boat Songs for the Saints                                       | — | Country34 (15 Wo.)Country | Erstveröffentlichung: 27. August 2018 feat. Mindy Smith                                                     |
| 2019 | Tip of My Tongue Here and Now                                          | US73 Platin · (20 Wo.)US | Country13 (26 Wo.)Country | Erstveröffentlichung: 12. Juli 2019                                                                         |
| 2020 | Here and Now                                                           | US38 Gold · (15 Wo.)US | Country7 (22 Wo.)Country | Erstveröffentlichung: 21. Februar 2020                                                                      |
| 2020 | Happy Does Here and Now                                                | US47 Gold · (14 Wo.)US | Country10 (30 Wo.)Country | Erstveröffentlichung: 20. Juli 2020                                                                         |
| 2021 | Knowing You Here and Now                                               | US57 Platin · (19 Wo.)US | Country10 (34 Wo.)Country | Erstveröffentlichung: 15. März 2021                                                                         |
| 2021 | Half of My Hometown Kelsea                                             | US53 Platin · (20 Wo.)US | Country11 (46 Wo.)Country | Erstveröffentlichung: 26. März 2021 Kelsea Ballerini feat. Kenny Chesney                                    |
| 2022 | Everyone She Knows Here and Now                                        | — | Country39 (12 Wo.)Country | Erstveröffentlichung: 14. Februar 2022                                                                      |
| 2022 | Beer with My Friends –                                                 | — | Country35 (1 Wo.)Country | Erstveröffentlichung: 26. August 2022 mit Old Dominion                                                      |
| 2023 | Take Her Home Born                                                     | US71 (6 Wo.)US | Country19 (20 Wo.)Country | Erstveröffentlichung: 10. November 2023                                                                     |
| 2025 | You Had to Be There –                                                  | US86 (1 Wo.)US | Country25 (5 Wo.)Country | Erstveröffentlichung: 9. Mai 2025 mit Megan Moroney                                                         |
| Folgende Lieder erschienen nicht als Single, wurden aber durch das Album zum Download und Streaming bereitgestellt und konnten somit eine Platzierung erlangen: |                                                                        | | | |
| |                                                                        | | | |
| 1999 | Away in a Manger Country Christmas Classics                            | — | Country67 (1 Wo.)Country | |
| 2002 | Live Those Songs No Shoes, No Shirt, No Problems                       | — | Country60 (1 Wo.)Country | |
| 2005 | All I Want for Christmas Is a Real Good Tan                            | — | Country30 (5 Wo.)Country | |
| 2005 | Jingle Bells All I Want for Christmas Is a Real Good Tan               | — | Country49 (3 Wo.)Country | |
| 2005 | Thank God for Kids All I Want for Christmas Is a Real Good Tan         | — | Country60 (1 Wo.)Country | |
| 2005 | Silver Bells All I Want for Christmas Is a Real Good Tan               | — | Country54 (1 Wo.)Country | |
| 2005 | I’ll Be Home for Christmas All I Want for Christmas Is a Real Good Tan | — | Country60 (1 Wo.)Country | |
| 2005 | Pretty Paper All I Want for Christmas Is a Real Good Tan               | — | Country45 (1 Wo.)Country | feat. Willie Nelson                                                                                         |
| 2005 | Silent Night All I Want for Christmas Is a Real Good Tan               | — | Country57 (1 Wo.)Country | feat. Grisgby Twins                                                                                         |
| 2005 | Guitars and Tiki Bars Be as You Are: Songs from an Old Blue Chair      | — | Country53 (2 Wo.)Country | |
| 2005 | The Road and the Radio                                                 | — | Country59 (1 Wo.)Country | |
| 2007 | Flip-Flop Summer The Road and the Radio                                | — | Country49 (11 Wo.)Country | |
| 2007 | Wild Ride Just Who I Am: Poets & Pirates                               | — | Country56 (1 Wo.)Country | feat. Joe Walsh                                                                                             |
| 2008 | Every Other Weekend Reba: Duets                                        | — | Country15 (24 Wo.)Country | mit Reba McEntire                                                                                           |
| 2008 | Got a Little Crazy Just Who I Am: Poets & Pirates                      | — | Country52 (9 Wo.)Country | |
| 2008 | Ten with a Two Lucky Old Sun                                           | — | Country54 (2 Wo.)Country | |
| 2008 | I’m Alive Lucky Old Sun                                                | US32 Gold · (16 Wo.)US | Country6 (20 Wo.)Country | mit Dave Matthews                                                                                           |
| 2008 | That Lucky Old Sun (Just Rolls Around Heaven All Day) Lucky Old Sun    | — | Country56 (1 Wo.)Country | mit Willie Nelson                                                                                           |
| 2010 | This Is Our Moment Greatest Hits II                                    | — | Country46 (7 Wo.)Country | |
| 2013 | Lindy Life on a Rock                                                   | — | Country44 (2 Wo.)Country | |
| 2013 | Life on a Rock                                                         | — | Country49 (1 Wo.)Country | |
| 2014 | Flora-Bama The Big Revival                                             | — | Country26 (3 Wo.)Country | |
| 2014 | The Big Revival                                                        | — | Country27 (1 Wo.)Country | |
| 2016 | Trip Around the Sun Cosmic Hallelujah                                  | — | Country44 (1 Wo.)Country | |

Weitere Singles
- 1994: The Tin Man
- 1994: Somebody’s Callin

### Videoalben
- 2003: Road Case (US: Platin)
- 2004: When The Sun Goes Down (US: ×2Doppelplatin )

## Auszeichnungen für Musikverkäufe
| Goldene Schallplatte - Australien - 2017: für die Single Setting The World On Fire - Kanada - 2002: für das Album Greatest Hits - 2002: für das Album Everywhere We Go - 2017: für die Single Noise - 2020: für die Single Tip of My Tongue - 2022: für die Single Half of My Hometown - Neuseeland - 2021: für die Single Setting The World On Fire - Vereinigte Staaten - 2019: für das Lied Back Where I Come From | Platin-Schallplatte - Kanada - 2017: für die Single Setting The World On Fire - 2018: für die Single Get Along |

Anmerkung: Auszeichnungen in Ländern aus den Charttabellen bzw. Chartboxen sind in ebendiesen zu finden.
| Land/RegionAuszeichnungen für Musikverkäufe (Land/Region, Auszeichnungen, Verkäufe, Quellen) | Gold       | Platin       | Verkäufe    | Quellen          |
| -------------------------------------------------------------------------------------------- | ---------- | ------------ | ----------- | ---------------- |
| Australien (ARIA)                                                                            | Gold1      | —            | 35.000      | aria.com.au      |
| Kanada (MC)                                                                                  | 5× Gold5   | 2× Platin2   | 380.000     | musiccanada.com  |
| Neuseeland (RMNZ)                                                                            | Gold1      | —            | 15.000      | radioscope.co.nz |
| Vereinigte Staaten (RIAA)                                                                    | 28× Gold28 | 96× Platin96 | 108.800.000 | riaa.com         |
| Insgesamt                                                                                    | 35× Gold35 | 98× Platin98 |             |                  |

## Die bedeutendsten Auszeichnungen
| Jahr der Verleihung | Org. | Award                   | Titel                  |
| ------------------- | ---- | ----------------------- | ---------------------- |
| 1997                | ACM  | Top New Male Vocalist   |                        |
| 2002                | ACM  | Single of the Year      | The Good Stuff         |
| 2002                | ACM  | Top Male Vocalist       |                        |
| 2004                | CMA  | Album of the Year       | When the Sun Goes Down |
| 2004                | CMA  | Entertainer of the Year |                        |
| 2005                | ACM  | Entertainer of the Year |                        |
| 2006                | CMA  | Entertainer of the Year |                        |
| 2006                | ACM  | Entertainer of the Year |                        |
| 2007                | CMA  | Entertainer of the Year |                        |
| 2007                | ACM  | Entertainer of the Year |                        |
| 2008                | CMA  | Entertainer of the Year |                        |
| 2008                | ACM  | Entertainer of the Year |                        |